# Ludwik Gintel
Ludwik Gintel (Krakau, 26 september 1899 – Tel Aviv, 11 juli 1973) was een Pools voetballer die gedurende zijn gehele carrière voor Cracovia Kraków speelde.
Gintel speelde 12 wedstrijden voor het Pools voetbalelftal. Hij maakte zijn debuut voor dit elftal tijdens de eerste officiële wedstrijd voor het land. Deze vond plaats op 18 december 1921 tegen Hongarije. Hij maakte tevens deel uit van de Poolse selectie voor de Olympische Zomerspelen 1924, maar speelde hier geen enkele wedstrijd.

## Erelijst
- Topschutter Ekstraklasa in 1928